# Dezvrăjire
Dezvrăjirea (în germană Entzauberung) în științele sociale se referă la deprecierea misticismului. Termenul a fost împrumutat de la Friedrich Schiller și introdus de Max Weber pentru a descrie caracterul societății occidentale modernizate, birocratice și secularizate, în care înțelegerea științifică este mult mai apreciată decât credința, și unde procesele sunt orientate către obiective raționale, spre deosebire de societatea tradițională, unde pentru Weber, „lumea rămâne o mare grădină fermecătoare”.

## Iluminismul ambivalenței
Evaluarea ambivalentă a lui Weber a procesului de desfacere a vrăjii atât pozitivă, cât și negativă a fost preluată de Școala de la Frankfurt în examinarea elementelor auto-distructive din raționalismul iluminist.
Jürgen Habermas s-a străduit ulterior să găsească o bază pozitivă pentru modernitate în fața dezamăgirii, chiar dacă apreciază recunoașterea de către Weber a modului în care a fost creată societatea laică, încă „bântuită de fantomele credințelor religioase moarte”.
Unii au văzut dezvrăjirea lumii ca o chemare la angajament existențialist și responsabilitate individuală înainte de un gol normativ colectiv.